# Synagoga Beit Josif w Mohylewie
Synagoga Beith-Iosif w Mohylewie, występuje również pod nazwą Bejs Jozif – żydowska bóżnica znajdująca się w Mohylewie przy ul. Uljano-krupskiej 45. 
Synagoga mieściła się przy ul. Uljano-Krupskiej (obecnie: Pierwomajskiej), koło dworca kolejowego, na miejscu obecnego Domu Kultury Kolejarzy.